# Митрович, Бранислав
Бранислав Митрович (серб. Бранислав Митровић; род. 30 января 1985, Нови-Сад) — сербский ватерполист, вратарь сборной Сербии. Двукратный чемпион Олимпийских игр 2016 и 2020 годов, чемпион мира 2015 года, четырёхкратный чемпион Европы (2012, 2014, 2016 и 2018 годов) чемпион Средиземноморских игр 2018 года.

## Карьера
На клубном уровне Бранислав Митрович сначала играл в родном клубе «Воеводина», затем присоединился к ВК «Партизан Белград», в составе которого трижды становился чемпионом Сербии. С 2010 года играл в Венгрии.
На Средиземноморских играх 2005 года Бранислав Митрович в составе сборной Сербии и Черногории занял третье место. В 2009 году выиграл бронзовую медаль на Универсиаде, а в 2011 году в Шэньчжэне победил. В начале 2012 года Сербия победила Черногорию в финале чемпионата Европы в Эйндховене, и Бранислав Митрович впервые вошёл в состав команды, став чемпионом Европы.
В 2014 году во второй раз в карьере стал чемпионом Европы. В 2015 году в Казани на чемпионате мира в составе сборной завоевал золотую медаль, став чемпионом планеты. В 2016 году в третий раз стал чемпионом Европы.
Принимал участие в летних Олимпийских играх 2016 года в Бразилии, где вместе с Сербией дошёл до финала и одолев Хорватию завоевал первую золотую олимпийскую медаль.
В 2018 году в Барселоне на чемпионате Европы по водному поло в составе сербской сборной стал четырёхкратным чемпионом континента.
В 2021 году принимал участие в летних Олимпийских играх в Токио, где сербы повторили итог четырёхлетней давности и вновь стали олимпийскими чемпионами.